# Jean Robin (football)
Pour les articles homonymes, voir Robin et Jean Robin.
Jean Robin est un footballeur et entraîneur français né le 25 juillet 1921 à Marseille (Bouches-du-Rhône) et mort le 8 octobre 2004 dans la même ville.

## Biographie
Ce Marseillais d'origine a fait toute sa carrière dans le club de la cité phocéenne. Il évoluait comme attaquant. Il a joué de 1939 à 1953, 186 matches et marqué 59 buts en championnat professionnel avec les Olympiens. 
Après avoir raccroché les crampons, il a prolongé sa présence dans le club marseillais par une carrière dans l'encadrement technique. Ainsi, il a été à trois reprises entraîneur de l'équipe première.

## Carrière

### Joueur
- 1938-1943 :  Olympique de Marseille
- 1943-1944 :  Équipe fédérale Marseille-Provence
- 1944-1953 :  Olympique de Marseille

### Entraîneur
- février 1956-février 1958 :  Olympique de Marseille
- janvier 1963-1964 :  Olympique de Marseille
- 1965-1973 :  AS Mazargues
- février 1980-octobre 1980 :  Olympique de Marseille

## Palmarès

### Joueur
- Champion de France en 1948 avec l'Olympique de Marseille
- Vice-champion de France en 1939 avec l'Olympique de Marseille
- Vainqueur de la Coupe de France 1943 avec l'Olympique de Marseille

### Entraîneur
- Vainqueur de la Coupe Charles Drago 1957 avec l'Olympique de Marseille